# Jetzt anders!
jetzt anders! war eine österreichische Boygroup von Februar bis November 2007, deren Musikstil moderne Rock- und Popmusik vereinte. Sie entstammte der dritten Staffel der Castingshow Starmania, die von 2006 bis 2007 beim ORF 1 ausgestrahlt wurde. Die Band löste sich am 14. November 2007 offiziell auf.
Am 16. Februar 2007 stellte die Gruppe auf dem ORF-Radiosender Ö3 ihre erste Single Dieser Moment vor.

## Mitglieder
Falco De Jong Luneau (* 7. August 1984 in Brand (Vorarlberg)) besuchte ab dem Alter von zehn Jahren die Musikhauptschule in Vorarlberg und ist von Beruf gelernter Schlosser. Seine Mutter ist Niederländerin. Außerdem spielte er sechs Jahre lang in einer Popband als Schlagzeuger und Gitarrist und teilweise auch als Didgeridoospieler. Eine Zeit lang arbeitete er hauptberuflich in einer Versicherungsanstalt als Sachbearbeiter.
Im Sommer 2006 bewarb er sich beim Casting zu Starmania, wo er den 7. Platz erreichen konnte.
2010 gewann er einen Bewerb beim niederländischen Radiosender 538 und begann eine Musikkarriere in den Niederlanden. Momentan wohnt er in Leeuwarden in den Niederlanden. 2013 nahm er am Österreichischen Vorentscheid zum Eurovision Song Contest teil.
Thomas „Tom“ Neuwirth (* 6. November 1988) besuchte bis zur Teilnahme an Starmania eine Modeschule.
Schon in jungem Alter spielt er Saxophon und Klarinette. Auf Grund seiner Mitgliedschaft in der Band „Jetzt anders!“ zog der früher in der Steiermark lebende Starmaniakandidat nach Wien zu den anderen Bandmitgliedern. Seit Herbst 2007 war er als Schaufensterdekorateur bei Hennes & Mauritz angestellt.
Bei Starmania musste er sich Nadine Beiler im Finale geschlagen geben. 2011 trat er als Conchita Wurst bei der Talentshow Die große Chance an, 2014 gewann er in dieser Rolle mit dem Lied Rise Like a Phoenix den Eurovision Song Contest 2014 in Kopenhagen.
Johannes „Johnny“ K. Palmer (* 30. Mai 1984) steht seit seinem dreizehnten Lebensjahr als Hip-Hop-Tänzer und christlicher Musiker auf der Bühne. Seine Lieder schreibt er selbst. Außerdem war er schon auf vielen Festivals präsent. Seit Sommer 2007 arbeitet er als Tanzlehrer im Bereich Hip-Hop.
Er schied als Elfter bei Starmania 2007 aus.
Martin Zerza (* 27. Oktober 1989) ist das jüngste Mitglied der Boygroup. Zunächst sang er in seiner Schulband Borgformation in Kärnten. Bei Starmania erreichte er den 6. Platz. Nach Auflösung der Band blieb er in Wien und begann eine Lehre als Stylist.

## jetzt anders! Show
Ab Ende März 2007 wurde auf dem österreichischen Fernsehsender Puls TV und dem Mobilfunkangebot 3Live! die Reality-Soap jetzt anders! Show ausgestrahlt. Täglich wurde um 15, 17 und 21 Uhr in die WG der Bandmitglieder eingestiegen, um einen Einblick ins Leben der ehemaligen Starmania-Teilnehmer zu gewähren. Diese Show wurde mangels Erfolg im August 2007 eingestellt.

## Namensfindung
Ursprünglich war geplant, die Band nur jetzt! zu nennen, da es aber zwei weitere österreichische Musikgruppen mit diesem Namen gab, musste sich die vierköpfige Gruppe in jetzt anders! umbenennen.

## Diskografie

### Alben
- 2007: Gut so

### Singles
- 2007: Dieser Moment
- 2007: Immer und ewig
- 2007: Ok